# Caryospora telescopis
Caryospora telescopis – gatunek pasożytniczych pierwotniaków należący do rodziny Eimeriidae z podtypu Apicomplexa, które kiedyś były klasyfikowane jako protista. Występuje jako pasożyt węży. C. telescopis cechuje się tym iż oocysta zawiera 1 sporocystę. Z kolei każda sporocysta zawiera 8 sporozoitów.
Obecność tego pasożyta stwierdzono u węża kociego (Telescopus fallax) należącego do rodziny połozowatych (Colubridae).

## Sporulowana oocysta
Jest kształtu sferoidalnego o średnicy 19,1 – 23,5 μm, posiada ścianę o łącznej grubości 1 μm. Brak mikropyli, wieczka biegunowego oraz ciałka biegunowego.

## Sporulowana sporocysta i sporozoity
Sporocysty kształtu owoidalnego o długości 14,7 – 16,2 μm, szerokości 10,3 – 11,8 μm. Występuje ciałko Stieda oraz substieda body (SBB). Brak parastieda body (PSB).